# Nuancier de Munsell

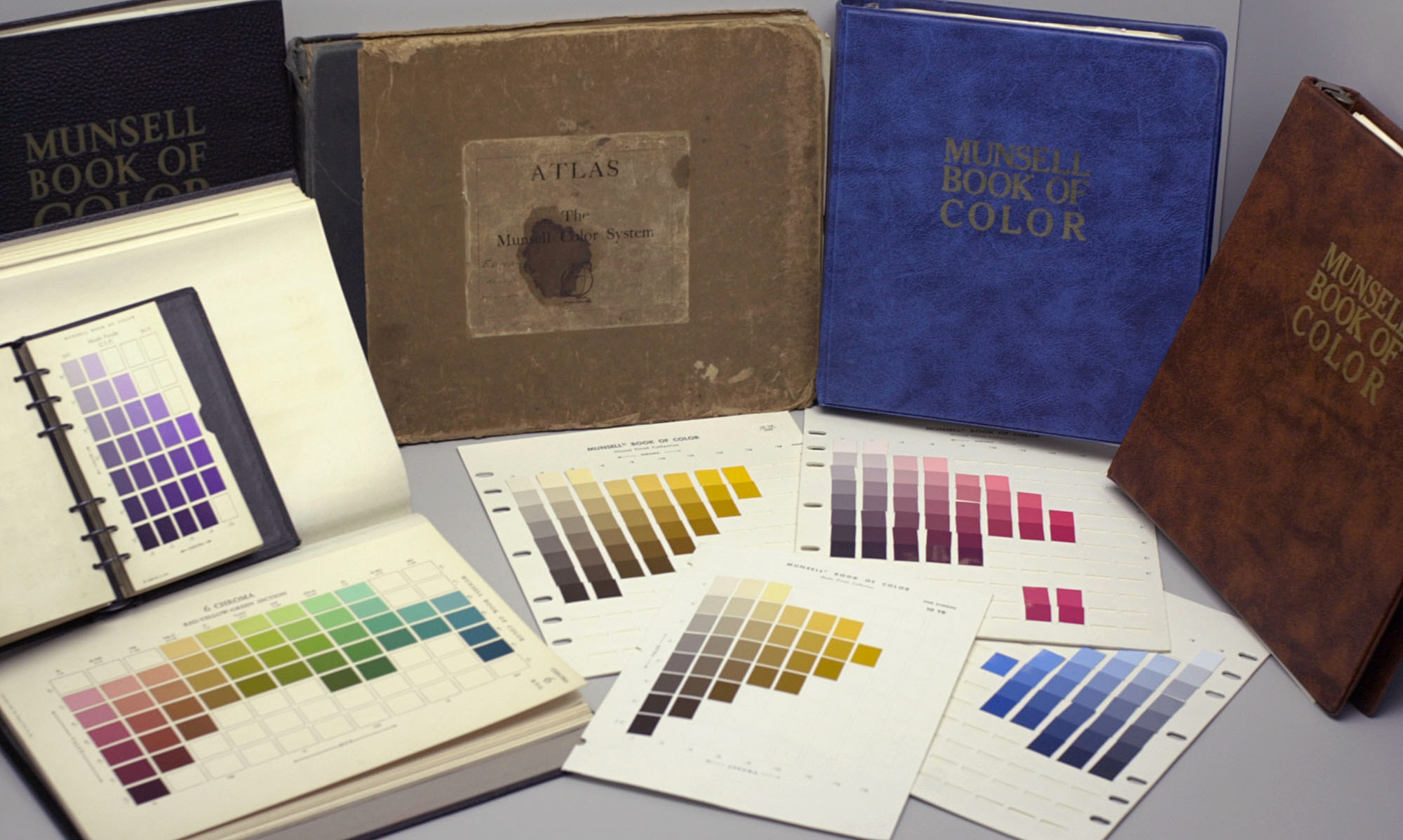
Planches du Munsell book of color

Le nuancier Munsell, appelé aussi atlas de Munsell, code Munsell ou charte Munsell, est le système d’identification des couleurs le plus largement reconnu aux États-Unis.
L'artiste et enseignant américain Albert Henry Munsell publie dans plusieurs ouvrages, entre 1898 à 1905, son classement des couleurs qui sont définies dans son Atlas par les trois grandeurs fondamentales de la perception visuelle humaine, la nuance, par laquelle on classe la couleur parmi les rouges, les bleus, etc., la valeur ou luminosité et le chroma, qu'il définit comme le degré de saturation, du gris à la plus intense couleur.
Munsell a publié son Atlas des couleurs en 1915, avec un ensemble de planches d'échantillons de couleurs sur papier à partir de l'édition posthume de 1929.

## Teinte, valeur, chromaticité

Nuancier de Munsell

Munsell, suivant la démarche d'Ogden Rood (1879), de Michel-Eugène Chevreul (1861), de James Clerk Maxwell (1855), analyse la couleur en teinte, luminosité et chromaticité. Son atlas de couleurs se rapproche de celui de Chevreul, également établi en vue de l'identification des couleurs par comparaison visuelle ; mais le système de Munsell s'abstient de toute considération de physique, pour organiser, dans une approche pragmatique, les couleurs par référence à un nuancier, à une époque où la colorimétrie n'existait pas.
L'atlas de Munsell s'imagine fréquemment comme un volume dont l’axe vertical porte la valeur, du noir au blanc. La distance à cet axe représente la chromaticité et la direction dans le plan horizontal représente la teinte. Similaire, pour la disposition de la teinte et de la chromaticité, au cercle chromatique, elle s'en différencie par la considération de la valeur, qui fait que, par exemple, le jaune le plus pur ne peut figurer sur la même coupe horizontale que le bleu le plus pur, à cause de leur différence de luminosité.
L'évaluation s'effectue par comparaison avec les échelles colorées d'un nuancier, dans cet ordre :
- La teinte représente une nuance de couleur. Le système est basé sur 5 champs chromatiques de base : R rouge, Y jaune, G vert, B bleu, P pourpre (entre les rouges et les bleus) plus 5 champs intermédiaires. Chacune des couleurs est données en 10 nuances. Une teinte est définie par une abréviation anglaise et un numéro. Les couleurs s'organisent en un cercle chromatique ou l'opposition diamétrale  désigne la couleur complémentaire.

- Le système comprend 11 classes de valeur de 0 pour le noir à 10 pour le blanc. La valeur s'estime par examen visuel. Elle se différencie de la luminosité ou clarté par le fait que les couleurs pures, avec une forte chromaticité, sont toujours perçues comme plus lumineuses (Phénomène Helmholtz–Kohlrausch), et plus encore de la luminance obtenue par une mesure physique linéaire.

- La chromaticité représente la pureté d'une couleur basée sur la perception visuelle. Chaque champ de couleur aura une chromaticité maximum différente par exemple le jaune a par sa nature même plus de potentiel de chromaticité que le pourpre. Elle commence à 0 pour le gris et n'a pas de limite supérieure bien que les couleurs normales aient une valeur maximum de 20 mais une chromaticité allant jusqu'à 30 est attribuée aux couleurs fluo. Une particularité de la représentation Munsell est que les couleurs saturées ne sont pas toutes à la même distance de l'axe central, par exemple le vert et le bleu sont plus saillants que le cyan.

## Principe de classification des couleurs
Autour d’un cercle chromatique composé des 
- 5 teintes de base : 
  - Rouge (R)
  - Jaune (Y)
  - Vert (G)
  - Cyan (B)
  - Pourpre (P)

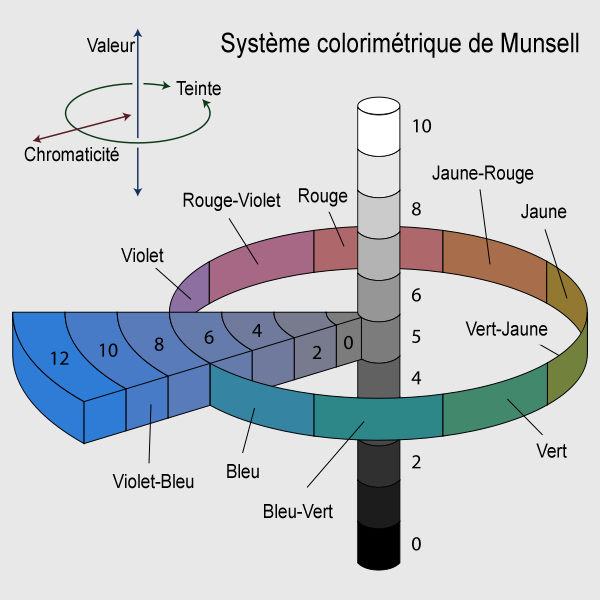
Le système de Munsell montrant le cercle des teintes pour une valeur de 5 et une chromaticité de 6, les valeurs neutres de 0 à 10 et la chromaticité du pourpre-Bleu pour une valeur de 5

- et 5 teintes secondaires ou intermédiaires :
  - Orange YR,
  - Vert-jaune GY,
  - Cyan foncé BG,
  - Bleu-pourpre PB,
  - Magenta foncé RP.

On définit les dix teintes principales. Chacune est alors divisée en dix secteurs numérotés de sorte que le 5 marque le milieu de la tonalité et le 10 la frontière entre une teinte et la prochaine. Ainsi l’on peut évaluer une couleur en fonction de cette teinte et l’identifier (5R, 10YR par exemple).
Puis on évalue le degré de luminosité de la teinte entre 0 pour le noir et 10 pour le blanc.
De même, la saturation est évaluée. Elle commence au gris (0), les limites supérieures variant de couleur en couleur.
La couleur se voit alors attribuer son identifiant définitif (exemple : « 5RP Nuancier8/2 » pour un rose pâle, ou « 5P 4/2 » pour un pourpre grisâtre)